# Clásico Poli-Universidad
El clásico Poli-Universidad es un encuentro tradicional de fútbol americano universitario de México entre los selectivos de la Universidad Nacional Autónoma de México y el Instituto Politécnico Nacional, entre los cuales existe una histórica rivalidad deportiva. Habitualmente, el Clásico Poli-Universidad es el partido más importante de la zona centro del país, y durante el siglo XX fue el partido más importante de la nación, incluso por encima de las finales de las competencias regulares. Por el Clásico Poli-Universidad han desfilado los mejores jugadores y entrenadores de la historia, muchos de los cuales se hicieron legendarios precisamente por sus participaciones en este enfrentamiento. Entre los jugadores de la Ciudad de México, el máximo honor corresponde a ser seleccionado para este partido.

## Antecedentes
La Universidad Nacional Autónoma de México y el Instituto Politécnico Nacional son dos de las instituciones educativas más grandes, antiguas e importantes del país. Desde inicios del siglo XX, han sido de las escuelas con mayor influencia en los aspectos deportivos, culturales, científicos y políticos de la república mexicana. La relación de fraternal rivalidad académica y deportiva entre ambas instituciones se ha ido desarrollando a través del tiempo, pero fue más aguda desde que en 1936 sus equipos se enfrentaron por primera vez. Sus respectivos programas de fútbol americano son tan importantes que desde su fundación formaron parte trascendental en la construcción de las identidades institucionales de estas escuelas, así como en el desarrollo del deporte de las tackleadas en toda Latinoamérica.

## Historia

### Primera Época: 1936 a 1957
El equipo Pumas de la UNAM fue creado en 1927, aunque formalmente representó a dicha institución hasta 1931. El equipo Burros Blancos del IPN nació cinco años después, en 1936, pero sobre la base de jugadores que acumulaban experiencia en escuadras cuya fundación se remontaba a 1926-27. De esta manera, para la temporada de 1936, en la que por primera vez compitieron entre sí, ambos equipos contaban con la misma experiencia. En ese primigenio encuentro, el equipo de Burros Blancos salió victorioso por 6-0, gracias a una jugada que aún es recordada por la creatividad y arrojo de sus ejecutores: el fullback Roberto "Shorty" Uruchurtu lanzó un pase de 22 yardas a su hermano, el mariscal de campo Manuel "Manny" Uruchurtu. A partir de este encuentro, que fue el más emotivo de su temporada, el choque entre ambos colosos fue esperado con ansia por los aficionados.
La primera época del clásico abarca los años de 1936 a 1957, cuando los enfrentamientos eran entre los equipos representativos de las instituciones señaladas, sin que se integrara una selección de las mismas. En estos años, hubo 33 clásicos consecutivos, con la única excepción de 1953, cuando la UNAM decidió no participar por falta de acuerdos en cuanto a elegibilidad de jugadores.

### Segunda Época: 1959 a 1967
En 1958, el IPN creó dos equipos para la competencia de la Liga Mayor: Poli Guinda y Poli Blanco. A partir de 1959, los Burros Blancos, fueron reunidos como selección institucional para enfrentar a los Pumas de la UNAM en el Clásico, que desde entonces se juega al final de la temporada. 
Juego de las antorchas apagadas
En noviembre de 1965, el equipo del IPN consiguió probablemente el triunfo más grande en la historia de la rivalidad durante el siglo XX, la Horda Dorada del Pedregal, comandada por Manuel Neri, después de una temporada increíble necesitaba por lo menos un empate para asegurar el campeonato, mientras el equipo guinda de Santo Tomás requería del triunfo para hacerse del título. Llegado el último Cuarto el cuadro guinda y blanco ganaba el partido 13-7, cerca del final del partido, Alfredo "Araña" González logró una buena recepción tras un largo pase y llevó el ovoide a las diagonales, empatando el partido, el punto extra fue fallado por Mauricio Caballero, la tribuna de la Universidad celebraba el ansiado campeonato con solo unos segundos por jugar, y como mandaba la costumbre de la época, encendieron las antorchas de su victoria (Papel periódico encendido). 
La siguiente serie del equipo del IPN empezó con 3 jugadas fallidas, en el último intento Omar Fierro atrapó un pase de Eliud Dávila y comenzó su carrera hacia la zona de anotación, espectacularmente se fue quitando con velocidad las tacleadas oponentes hasta conseguir el touchdown. Tras el fallo del punto extra, el marcador quedaba 19-13 en favor del Poli. Todavía en la última jugada del partido durante el regreso de kick-off de Jorge Mercado la Universidad estuvo a punto de quedarse con el encuentro, ya que avanzó setenta yardas antes de ser derribado por los defensivos del equipo visitante.  
El Huelum inundó ciudad universitaria, el ¡Poli era campeón! Al tiempo que las antorchas del lado universitario se iba apagando, las de la tribuna politécnica se encendían en una escena que enmarcó la más grande victoria del IPN en terreno universitario.
Aquel partido, conocido como "El juego de las antorchas apagadas", marcó un hito en la historia del deporte mexicano. 
Durante esa etapa se realizaron siete clásicos, pero en 1965 y 1966 se suspendieron debido a situaciones ajenas al deporte. En 1967 se reanudó el clásico, pero nuevamente en 1968 se suspendió debido al Movimiento estudiantil en México de 1968.
En 1969 el IPN volvió a reestructurar su programa y creó tres equipos nuevos: Águilas Blancas, Búhos y Cheyennes, desapareciendo a la vez al Poli Blanco y al Poli Guinda. Ese año de otra vez se canceló el clásico.

### Tercera Época: 1970 a 1997
En 1970 la UNAM, obligada por el crecimiento del deporte, y en correspondencia a lo efectuado por el IPN, creó tres nuevos equipos sobre Pumas: Cóndores, Águilas Reales y Guerreros Aztecas. A partir de ese año, los equipos representativos tanto del IPN como de la UNAM se integraron mediante la selección de los mejores jugadores. Desde 1970 hasta 1997, se celebró en 22 ocasiones el Clásico.
Sin embargo, en 1978, en el capítulo más negro de los Clásicos, hubo un muerto en el estadio mientras se realizaba el partido, debido a los ánimos exaltados y a la imprudencia de algunos fanáticos. Esto ocasionó que el juego se suspendiera por dos años más, de 1979 a 1980. En 1982, 1983 y 1989 tampoco se celebró el encuentro debido a situaciones extradeportivas, generalmente asociadas con la violencia de ciertos grupos de fanáticos de ambos equipos llamados “porros” (derivado de “porras”).

### Cuarta Época: 1998 a 2002
Los equipos de la UNAM descienden a la conferencia de ascenso (Conferencia Nacional) durante la década de 1990, con excepción de los Cóndores; por lo que decide reestructurar sus equipos creando el equipo de los Pumas CU con base en Cóndores, Águilas Reales y Guerreros Aztecas. Para unificar el nombre de Pumas a todos los equipos de la UNAM, conservándolos por cámpus, se reenombra a los Osos de la ENEP Acatlán como Pumas Acatlán. Los Huracanes de la entonces ENEP Aragón desaparecen como resultado de esta reestructuración.
La celebración del clásico se suspendió y se retomó hasta 2001. La UNAM para este encuentro presentó al equipo de los Pumas CU reforzado por jugadores de Pumas Acatlán, conservándose a manera de selección de la UNAM, como venía jugándose en las últimas décadas. El año siguiente, en 2002, se celebra el último Clásico Poli-Universidad, cancelándose nuevamente por el problema de los "porros" indefinidamente.
En el 2007, el Politécnico intentó reestructurar sus equipos al igual que la UNAM, reestituyendo el equipo de los Burros Blancos. Pero a diferencia de la Universidad, de los equipos que tuvo el IPN ya habían desaparecido de la Liga Mayor, solo conservándose el de Águilas Blancas, cuyos jugadores y cuerpo técnico se negaron a cambiar de nombre. De este intento de reestructura, los antiguos jugadores de los Pieles Rojas en Zacatenco, que ya tenían temporada sin jugar en el circuito de la ONEFA, reaparecen como los Burros Blancos en la liga de ascenso, con sede en Zacatenco.

### El clásico del siglo XXI
Desde el regreso de los Burros Blancos a la liga mayor batallaron para regresar a lo más alto de la liga, pero en 2018 después del subcampeonato obtenido frente a Auténticos Tigres de la UANL, el equipo unió filas y la temporada de 2019 la enfrentaron como el equipo a vencer, llegando al clásico estudiantil como favorito, condición de la que no gozaba un equipo del Instituto Politécnico Nacional en todo el siglo XXI.
En un partido donde ambas aficiones pasaron del alarido al llanto, Burros Blancos impuso condiciones en tiempos extra sobre Pumas CU a los que derrotaron 51-48 en series extra, en el templo del fútbol americano colegial el estadio Olímpico Universitario ante más de 50 mil aficionados, de hecho se considera que ha renacido la rivalidad y tiene nuevos aires porque con un comportamiento ejemplar ambas aficiones alentaron todo el partido entre Goyas y Huelums, fue la fiesta de los estudiantes y egresados de estas casas de estudio.
Burros Blancos ligó 2 victorias consecutivas frente a Pumas por primera vez en el siglo y fue el trampolín para que se proclamaran campeones al final de la temporada deteniendo la sequía de 27 años sin que un equipo del IPN se proclamará campeón de la liga mayor, por su parte para Pumas fue un revés difícil de asimilar, ya que han sido el equipo más dominante del siglo XXI, en postemporada quedó eliminado frente a Águilas Blancas, el otro equipo del IPN.
Con el triunfo logrado por los Burros Blancos, la rivalidad quedó con 42 triunfos de Pumas por 27 de los Guindas y 4 empates; mientras que al término de la temporada 2019, la Universidad Nacional Autónoma de México ha levantado 38 campeonatos de Liga Mayor frente a 21 que ha conseguido el Instituto Politécnico Nacional.
La rivalidad ha vuelto!

## Resultados
| Edición | Año  | Marcador         | Edición | Año  | Marcador         | Edición | Año      | Marcador         | Edición | Año   | Marcador         |
| ------- | ---- | ---------------- | ------- | ---- | ---------------- | ------- | -------- | ---------------- | ------- | ----- | ---------------- |
| I       | 1936 | UNAM 00 - 06 IPN | XXV     | 1954 | UNAM 19 - 32 IPN | XLIX    | 1981     | UNAM 20 - 23 IPN | LXXIV   | 2021* | UNAM 14 - IPN 21 |
| II      | 1936 | UNAM 14 - 06 IPN | XXVI    | 1954 | UNAM 34 - 12 IPN | L       | 1984     | UNAM 10 - 21 IPN |         |       |                  |
| III     | 1937 | UNAM 38 - 07 IPN | XXVII   | 1955 | UNAM 00 - 21 IPN | LI      | 1985     | UNAM 24 - 21 IPN |         |       |                  |
| IV      | 1938 | UNAM 06 - 00 IPN | XXVIII  | 1955 | UNAM 12 - 26 IPN | LII     | 1986     | UNAM 24 - 20 IPN |         |       |                  |
| V       | 1939 | UNAM 20 - 00 IPN | XXIX    | 1955 | UNAM 00 - 39 IPN | LIII    | 1987     | UNAM 10 - 24 IPN |         |       |                  |
| VI      | 1939 | UNAM 18 - 00 IPN | XXX     | 1956 | UNAM 17 - 00 IPN | LIV     | 1988     | UNAM 15 - 31 IPN |         |       |                  |
| VII     | 1940 | UNAM 00 - 13 IPN | XXXI    | 1956 | UNAM 07 - 27 IPN | LV      | 1990     | UNAM 27 - 23 IPN |         |       |                  |
| VIII    | 1940 | UNAM 12 - 12 IPN | XXXII   | 1957 | UNAM 14 - 06 IPN | LVI     | 1991     | UNAM 26 - 21 IPN |         |       |                  |
| IX      | 1941 | UNAM 12 - 00 IPN | XXXIII  | 1957 | UNAM 19 - 19 IPN | LVII    | 1992     | UNAM 13 - 38 IPN |         |       |                  |
| X       | 1941 | UNAM 13 - 13 IPN | XXXIV   | 1959 | UNAM 12 - 20 IPN | LVIII   | 1993     | UNAM 06 - 22 IPN |         |       |                  |
| XI      | 1942 | UNAM 13 - 00 IPN | XXXV    | 1960 | UNAM 07 - 50 IPN | LIX     | 1994     | UNAM 16 - 13 IPN |         |       |                  |
| XII     | 1943 | UNAM 12 - 07 IPN | XXXVI   | 1961 | UNAM 07 - 06 IPN | LX      | 1995     | UNAM 27 - 20 IPN |         |       |                  |
| XIII    | 1944 | UNAM 06 - 06 IPN | XXXVII  | 1962 | UNAM 13 - 07 IPN | LXI     | 1996     | UNAM 39 - 45 IPN |         |       |                  |
| XIV     | 1944 | UNAM 08 - 00 IPN | XXXVIII | 1963 | UNAM 00 - 33 IPN | LXII    | 1997     | UNAM 18 - 23 IPN |         |       |                  |
| XV      | 1945 | UNAM 06 - 00 IPN | XXXIX   | 1964 | UNAM 18 - 14 IPN | LXIII   | 2001     | UNAM 31 - 03 IPN |         |       |                  |
| XVI     | 1945 | UNAM 07 - 27 IPN | XL      | 1967 | UNAM 36 - 00 IPN | LXIV    | 2002     | UNAM 28 - 26 IPN |         |       |                  |
| XVII    | 1945 | UNAM 12 - 13 IPN | XLI     | 1970 | UNAM 24 - 13 IPN | LXV     | 2013*    | UNAM 48 - 14 IPN |         |       |                  |
| XVIII   | 1946 | UNAM 29 - 13 IPN | XLII    | 1971 | UNAM 17 - 07 IPN | LXVI    | 2014*    | UNAM 27 - 16 IPN |         |       |                  |
| XIX     | 1947 | UNAM 32 - 14 IPN | XLIII   | 1972 | UNAM 03 - 20 IPN | LXVII   | 2015*    | UNAM 30 - 0 IPN  |         |       |                  |
| XX      | 1948 | UNAM 21 - 13 IPN | XLIV    | 1973 | UNAM 13 - 19 IPN | LXVIII  | 2016*    | IPN 10 - 34 UNAM |         |       |                  |
| XXI     | 1949 | UNAM 07 - 32 IPN | XLV     | 1975 | UNAM 27 - 35 IPN | LXIX    | 2017*    | UNAM 24 - 23 IPN |         |       |                  |
| XXII    | 1950 | UNAM 26 - 39 IPN | XLVI    | 1976 | UNAM 34 - 07 IPN | LXX     | 2017* SF | UNAM 23 - 19 IPN |         |       |                  |
| XXIII   | 1951 | UNAM 43 - 00 IPN | XLVII   | 1977 | UNAM 15 - 07 IPN | LXXI    | 2018*    | IPN 7 - 33 UNAM  |         |       |                  |
| XXIV    | 1952 | UNAM 20 - 19 IPN | XLVIII  | 1978 | UNAM 13 - 10 IPN | LXXII   | 2018* SF | UNAM 11 - 14 IPN |         |       |                  |
|         |      |                  |         |      |                  | LXXIII  | 2019*    | UNAM 48 - 51 IPN |         |       |                  |

 * Resultados entre equipos de los campus UNAM CU e IPN Zacatenco, no entre selecciones institucionales